# Тарту (диалект)

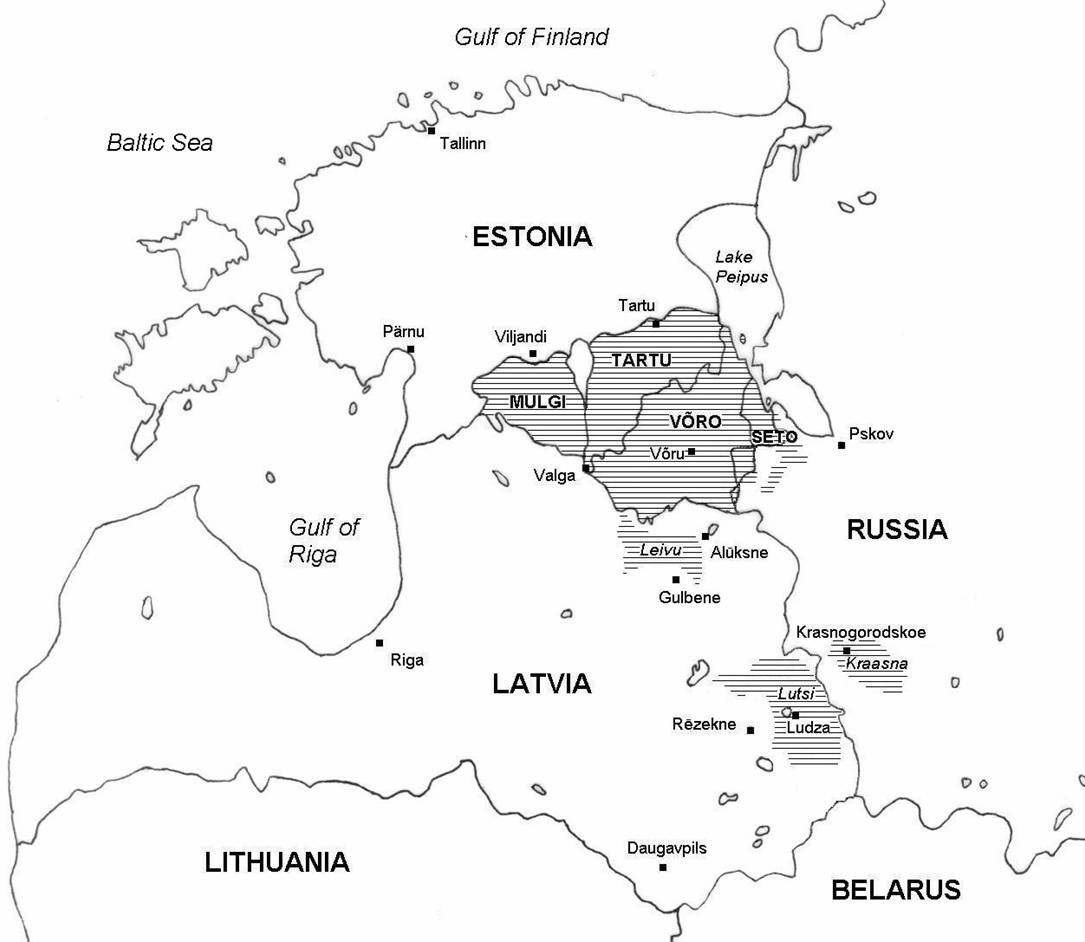
Ареал Южноэстонских наречий: мульги, сету, тарту и выру

Тартуский диалект (эст. tartu keel) — старинный региональный язык Эстонии, входящий в группу южноэстонских наречий.
По данным переписи населения Эстонии в 2011 году язык тарту имеет 4109 носителя, преимущественно на юге исторической земли Тартумаа. Сейчас это старинное языковое пространство разделено между уездами Тартумаа, Валгамаа и Пылвамаа.
Так же, как и все другие уральские языки, язык не имеет грамматической категории рода. Среди всех южноэстонских диалектов язык тарту наиболее похож на диалект мульги.

## История
С XVI по XIX века язык тарту был одним из двух литературных языков Эстонии. Южноэстонский литературный язык, базирующийся в основном на языке тарту, испытал наибольший расцвет в XVII—XIX века: прежде всего его использовали в исторических приходах юга уезда Тартумаа (Сангасте, Отепя, Камбья, Вынну, Рынгу, Ранну, Пухья, Ныо и Тарту). Он была также языком церкви, школ и судопроизводства в исторических уездах Тартумаа и Вирумаа и кроме этого использовалась в уездах Валгамаа и Пылвамаа.
Одной из старейших и важнейших письменных памятников южноэстонского литературного языка является изданная в 1686 году книга «Wastne Testament» — перевод Нового Завета, выполненный священником немецко-балтийского происхождения Андреасом Виргиниусом и его сыном Адрианом. Другими известными личностями, связанными с языком тарту были в частности Йоахим Россиниус, составивший церковный справочник, заключивший грамматику Иоганн Гутслафф, поэт Кясу Ганс и другие. Самыми известными источниками на языке тарту являются католический справочник «Agenda Parva», составленная Й. Гутслаффом грамматика «Observationes grammaticae circa linguam Esthonicam» и перевод Нового Завета «Meije Issanda Jesusse Kristusse Wastne Testament».
К сожалению, во второй половине XIX века значение языка тарту как литературного языка снизилось и на первый план вышел североэстонский, или таллинский язык. Главной причиной этого было небольшое количество людей, говоривших на этом языке. К тому же широко распространилась идея, что один народ должен иметь один литературный язык, который был бы понят всем и способствовал осознанию национальной идентичности.

## Современное состояние
В последние годы наблюдается возобновление интереса к языку тарту. Хотя язык тарту имеет небольшую аудиторию говорящих, в основном состоящую из взрослых, он продолжает использоваться в литературных произведениях. Например, сборник проповедей Якоба Хурта «Looja ees» (эст. «Перед Творцом»), изданный в 2006 году, содержит его проповеди на рингском диалекте тартуского языка. В современной литературе язык тарту чаще всего использовал писатель Матс Траат, который также внес свой вклад в современную литературу на языке тарту. 
В настоящее время язык тарту имеет небольшую аудиторию говорящих, которая к тому же взрослая. В отличие от языков выру, сету и мульги для защиты и развития языка тарту столь активной работы не проводилось, к тому же язык тарту остается недостаточно изученным — не хватает словарей, грамматических материалов и даже простых текстов на нём. Также он исчезает из-за отсутствия употребления ею СМИ и учёбы в школах, однако так же, как и вышеуказанные языки тарту сейчас пытаются восстановить.